# Akademia Cesarskiej Marynarki Wojennej
Akademia Cesarskiej Marynarki Wojennej (jap. 海軍兵学校 Kaigun Heigakkō; w skrócie 海兵 Kaihei) – była szkołą przeznaczoną do kształcenia kadr dowódczych dla Cesarskiej Japońskiej Marynarki Wojennej. Powstała w Nagasaki, ale w roku 1866 przeniesiona została do Jokohamy, zaś w trzy lata później do Tsukiji, na ówczesnych przedmieściach Tokio. Ostatecznie, w roku 1888, znalazła swą siedzibę w Etajima, koło Hiroszimy.
Studiujący tam podchorążowie pobierali naukę przez trzy lub cztery lata, a po końcowych egzaminach trafiali – jako kadeci-stażyści – na okręty wojenne, gdzie mieli dosłużyć się, w trakcie długich zazwyczaj rejsów oceanicznych, stopnia podporucznika.
W roku 1943 powstała w Iwakuni odrębna szkoła dla lotnictwa morskiego, a w roku 1944 inna tego samego typu szkoła została założona w miejscowości Maizuru.
Akademia została zamknięta w roku 1945, wraz z likwidacją Japońskiej Cesarskiej Marynarki Wojennej. W 1954 r. na jej miejsce otwarto inną szkołę, która do dzisiaj szkoli oficerów Japońskich Morskich Sił Samoobrony.